# To nie wypanda
To nie wypanda (oryg. Turning Red) – amerykański animowany komputerowo film komediowy z 2022 roku. Za jego reżyserię odpowiadała Domee Shi na podstawie scenariusza napisanego wspólnie z Julią Cho. W oryginalnej wersji językowej głosów postaciom użyczyli: Rosalie Chiang, Sandra Oh, Ava Morse, Hyein Park, Maitreyi Ramakrishnan, Orion Lee, Wai Ching Ho, Tristan Allerick Chen i James Hong.
Film opowiada o trzynastoletniej Kanadyjce chińskiego pochodzenia, Mei Lee, przykładnej córce zmagającej się z okresem dojrzewania i nadopiekuńczą matką. Ponadto za każdym razem, kiedy Mei odczuwa silne emocje, zamienia się w czerwoną pandę.
Światowa premiera filmu To nie wypanda miała miejsce 21 lutego 2022 roku w Londynie. 11 marca film zadebiutował w kinach w Polsce oraz na Disney+ w Stanach Zjednoczonych i w pozostałych krajach, gdzie serwis ten jest dostępny.

## Obsada
| Polski dubbing |
| - Katarzyna Mogielnicka jako Mei Lee - Katarzyna Herman jako Ming Lee - Julia Gąsowska jako Miriam - Julia Kostow jako Abby - Wiktoria Sikora jako Priya - Bartłomiej Nowosielski jako Jin Lee - Maria Pakulnis jako babcia Mei - Jan Pigoń jako Tyler - Włodzimierz Press jako pan Gao |

- Rosalie Chiang jako Meilin „Mei” Lee, trzynastolatka, która pod wpływem silnych emocji przemienia się w czerwoną pandę[3].
- Sandra Oh jako Ming Lee, nadopiekuńcza matka Mei[3].
- Ava Morse jako Miriam, przyjaciółka Mei[3].
- Hyein Park jako Abby, przyjaciółka Mei[3].
- Maitreyi Ramakrishnan jako Priya, przyjaciółka Mei[3].
- Orion Lee jako Jin Lee, ojciec Mei[3].
- Wai Ching Ho jako babcia Mei[3].
- Tristan Allerick Chen jako Tyler, kolega z klasy Mei i jej prześladowca[4].
- James Hong jako pan Gao, członek lokalnej starszyzny[3].

Ponadto w filmie głosów użyczyli: Jordan Fisher, Josh Levi, Topher Ngo, Finneas O’Connell i Grayson Villanueva jako Robaire, Aaron Z., Aaron T., Jesse i Tae Young, członkowie boysbandu 4*Town; Lori Tan Chinn, Lillian Lim, Mia Tagano, Sherry Cola jako Chen Lee, Ping Lee, Lily i Helen, przyszywane ciocie Mei; Sasha Roiz jako pan Kieślowski, nauczyciel w szkole Mei; Lily Sanfelippo jako Stacy Frick, koleżanka z klasy Mei oraz Addie Chandler jako Devon, sympatia Mei i sprzedawca w lokalnym sklepie.

## Produkcja
W listopadzie 2018 roku poinformowano, że Domee Shi jest na wczesnym etapie prac nad pełnometrażowym filmem dla Pixara. W grudniu 2020 roku ujawniono, że film będzie nosił tytuł Turning Red, a jego amerykańska premiera została zapowiedziana na 11 marca 2022 roku. Shi zajęła się reżyserią i napisała scenariusz wspólnie z Julią Cho; producentką została Lindsey Collins.
Za zdjęcia odpowiadali Mahyar Abousaeedi i Jonathan Pytko, scenografię do filmu przygotowała Rona Liu, która pracowała z Shi również nad krótkometrażowym filmem Bao (2018). Animację nadzorowali Aaron Hartline i Patty Kihm, za efekty specjalne odpowiadał Danielle Feinberg, a montażem zajął się Nicholas C. Smith.

## Muzyka
W lipcu 2021 roku poinformowano, że Ludwig Göransson skomponuje muzykę do filmu. W listopadzie ujawniono, że Billie Eilish i Finneas O’Connell napiszą piosenki, które zostaną wykonane w filmie przez fikcyjny boysband 4*Town. Album, Turning Red: Original Motion Picture Soundtrack, został wydany 11 marca 2022 roku przez Walt Disney Records.
| Turning Red: Original Motion Picture Soundtrack – 2022 | Turning Red: Original Motion Picture Soundtrack – 2022 | Turning Red: Original Motion Picture Soundtrack – 2022 | Turning Red: Original Motion Picture Soundtrack – 2022 | Turning Red: Original Motion Picture Soundtrack – 2022 |
| Nr                                                     | Tytuł utworu                                           | Autor                                                  | Wykonawca                                              | Długość                                                |
| ------------------------------------------------------ | ------------------------------------------------------ | ------------------------------------------------------ | ------------------------------------------------------ | ------------------------------------------------------ |
| 1.                                                     | „Nobody Like U”                                        | B. Eilish, F. O’Connell                                | 4*Town                                                 | 2:40                                                   |
| 2.                                                     | „1 True Love”                                          | B. Eilish, F. O’Connell                                | 4*Town                                                 | 3:19                                                   |
| 3.                                                     | „U Know What’s Up”                                     | B. Eilish, F. O’Connell                                | 4*Town                                                 | 3:08                                                   |
| 4.                                                     | „Family”                                               | L. Göransson                                           |                                                        | 0:40                                                   |
| 5.                                                     | „Turning Red”                                          | L. Göransson                                           |                                                        | 2:10                                                   |
| 6.                                                     | „Meilin Lee”                                           | L. Göransson                                           |                                                        | 0:58                                                   |
| 7.                                                     | „Temple Duties”                                        | L. Göransson                                           |                                                        | 1:13                                                   |
| 8.                                                     | „Jin’s Family Dinner”                                  | L. Göransson                                           |                                                        | 0:56                                                   |
| 9.                                                     | „Drawing Love”                                         | L. Göransson                                           |                                                        | 2:15                                                   |
| 10.                                                    | „Never Again Dream”                                    | L. Göransson                                           |                                                        | 1:34                                                   |
| 11.                                                    | „Turning Panda”                                        | L. Göransson                                           |                                                        | 2:16                                                   |
| 12.                                                    | „Panda-monium”                                         | L. Göransson                                           |                                                        | 2:34                                                   |
| 13.                                                    | „Ancestors”                                            | L. Göransson                                           |                                                        | 4:39                                                   |
| 14.                                                    | „Inconvenient Genetics”                                | L. Göransson                                           |                                                        | 3:35                                                   |
| 15.                                                    | „U Know What’s Up (The Panda Hustle Version)”          | B. Eilish, F. O’Connell                                | 4*Town                                                 | 2:49                                                   |
| 16.                                                    | „Tyler’s Dream”                                        | L. Göransson                                           |                                                        | 2:19                                                   |
| 17.                                                    | „The Aunties”                                          | L. Göransson                                           |                                                        | 0:37                                                   |
| 18.                                                    | „Grandma’s Warning”                                    | L. Göransson                                           |                                                        | 1:31                                                   |
| 19.                                                    | „Keeping the Panda”                                    | L. Göransson                                           |                                                        | 5:14                                                   |
| 20.                                                    | „Dad Talk”                                             | L. Göransson                                           |                                                        | 2:28                                                   |
| 21.                                                    | „Red Moon Ritual”                                      | L. Göransson                                           |                                                        | 3:19                                                   |
| 22.                                                    | „I’m Keeping It”                                       | L. Göransson                                           |                                                        | 1:42                                                   |
| 23.                                                    | „Making It Right”                                      | L. Göransson                                           |                                                        | 1:59                                                   |
| 24.                                                    | „Unleash the Panda”                                    | L. Göransson                                           |                                                        | 2:06                                                   |
| 25.                                                    | „Stadium Ritual”                                       | L. Göransson                                           |                                                        | 2:00                                                   |
| 26.                                                    | „Pandas Unite / Nobody Like U”                         | L. Göransson, B. Eilish, F. O’Connell                  | L. Göransson i 4*Town                                  | 3:05                                                   |
| 27.                                                    | „The Real Ming”                                        | L. Göransson                                           |                                                        | 1:59                                                   |
| 28.                                                    | „No Going Back”                                        | L. Göransson                                           |                                                        | 3:13                                                   |
| 29.                                                    | „Let Your Inner Panda Out”                             | L. Göransson                                           |                                                        | 1:30                                                   |
| 30.                                                    | „Nobody Like U (Instrumental)”                         | B. Eilish, F. O’Connell                                | F. O’Connell                                           | 2:40                                                   |
| 31.                                                    | „1 True Love (Instrumental)”                           | B. Eilish, F. O’Connell                                | F. O’Connell                                           | 3:19                                                   |
| 32.                                                    | „U Know What’s Up (Instrumental)”                      | B. Eilish, F. O’Connell                                | F. O’Connell                                           | 3:08                                                   |
|                                                        |                                                        |                                                        |                                                        | 1:16:55                                                |

## Wydanie
Światowa premiera To nie wypanda miała miejsce 21 lutego 2022 roku w Londynie. 1 marca odbyła się uroczysta amerykańska premiera filmu w El Capitan Theatre w Los Angeles. 11 marca został wydany na Disney+ w krajach, w których usługa jest dostępna, a w pozostałych był on dystrybuowany w kinach. Początkowo miał być od dostępny w kinach na całym świecie, jednak wskutek rozprzestrzeniania się wariantu Omicron podczas pandemii COVID-19 zdecydowano się na dystrybucję kinową tylko w krajach, gdzie nie ma Disney+. W Polsce film również zadebiutował w kinach 11 marca. W dniach 11–17 marca został on wyświetlony w Stanach Zjednoczonych wyłącznie w El Capitan Theatre. 28 lutego poinformowano, że film nie będzie dostępny w Rosji w związku z inwazją tego kraju na Ukrainę.
W dniu premiery na Disney+ zadebiutował również dokument, Embrace the Panda: Making Turning Red, ukazujący kulisy powstania filmu.

## Odbiór

### Krytyka w mediach
Film spotkał się z pozytywną reakcją krytyków. W serwisie Rotten Tomatoes 95% z 131 recenzji uznano za pozytywne, a średnia ocen wystawionych na ich podstawie wyniosła 8,1/10. Na portalu Metacritic średnia ważona ocen z 41 recenzji wyniosła 83 punkty na 100.